# 名古屋Ramen with me
『名古屋Ramen with me』（なごやラーメンウイズミー）は、2021年11月7日（6日深夜）から2022年1月30日（29日深夜）まで第1シーズン、2022年7月13日より第2シーズンがテレビ愛知で放送されているミニ番組・グルメ番組である。

## 概要
若手女優が名古屋のラーメン店を訪れ食するミニ番組である
。

## 放送時間
いずれも日本標準時。
- 日曜 0:50 - 0:55 （2021年11月7日 - 2022年1月30日（第1シーズン）
- 水曜 22:58 - 23:06 （2022年7月13日 - （第2シーズン）

## 出演者
第1シーズン
- 川津明日香
- 工藤美桜
- 新條由芽
- 鈴木美羽
- 鶴嶋乃愛
- 華村あすか

（各回1名）
第2シーズン
- 石川翔鈴
- 岸みゆ（＃ババババンビ）
- 鈴木ゆうか
- 清水くるみ
- 星乃夢奈
- 村田寛奈

（各回1名）